# St. Gereon (Nackenheim)

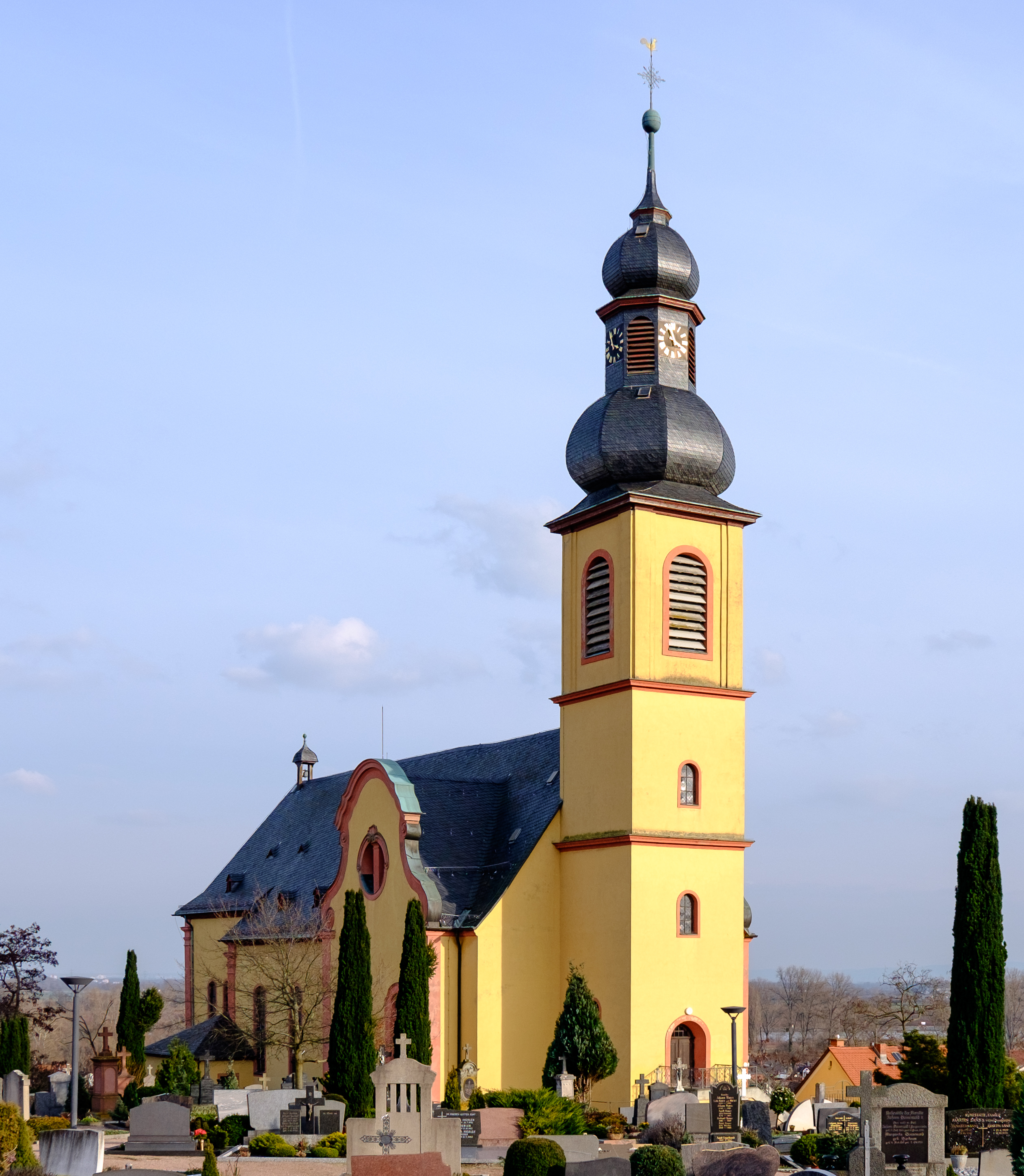
St. Gereon von Nordwesten

Die römisch-katholische Pfarrkirche St. Gereon im rheinhessischen Nackenheim (Landkreis Mainz-Bingen) ist ein zum Bistum Mainz gehörendes Kirchengebäude. Durch seine Lage und seinen Kirchturm ist der barocke Saalbau von eindrucksvoller Wirkung im Orts- und Landschaftsbild und seine Ausstattung von großer Bedeutung für die regionale Kunstgeschichte. Das Kirchengebäude ist als Baudenkmal in die Liste der Kulturdenkmäler in Rheinland-Pfalz eingetragen.

## Lage

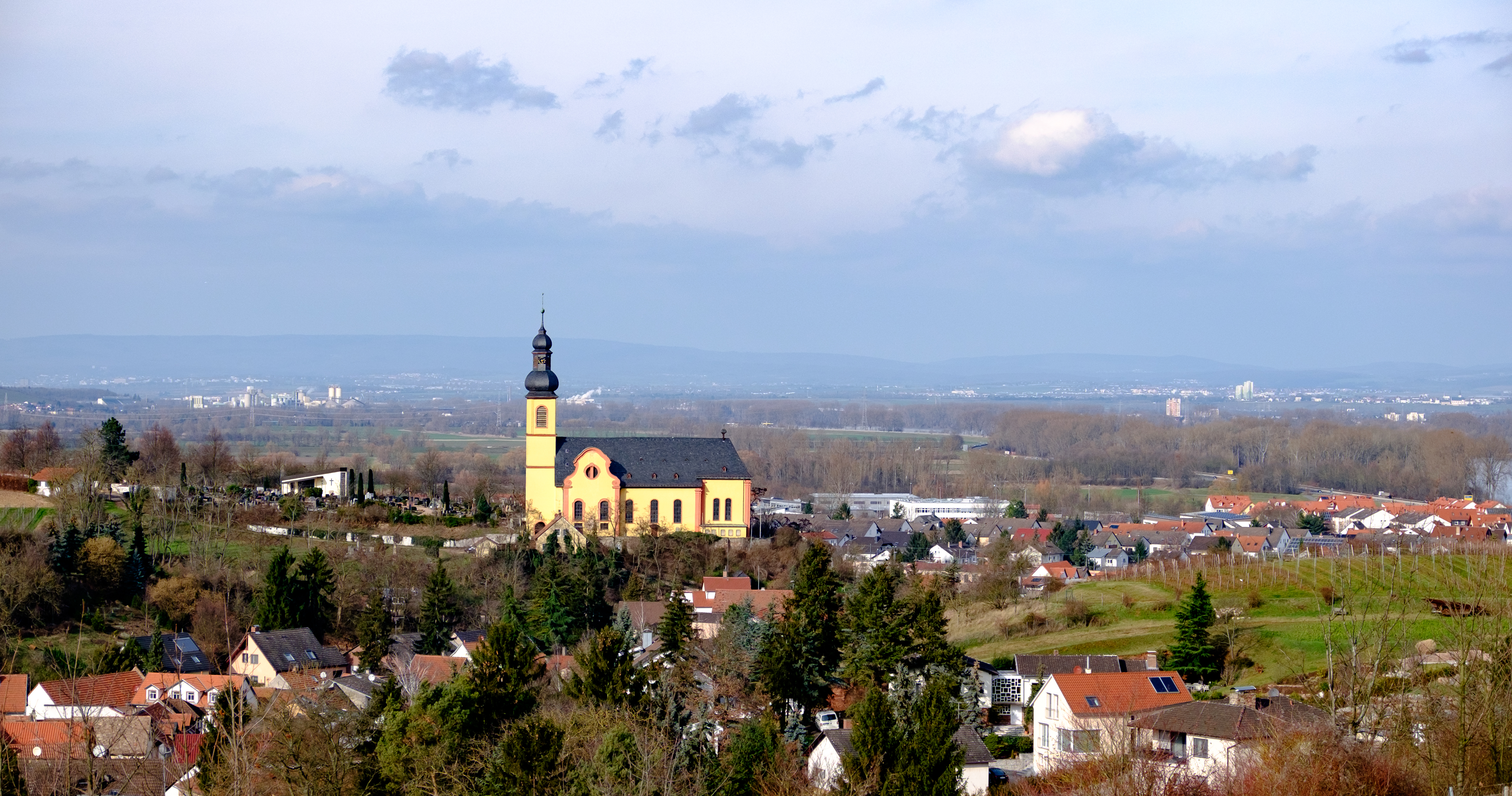
Nackenheim mit Kirche St. Gereon

Die Kirche befindet sich auf 110 m ü. NHN, weithin sichtbar auf dem Sporn eines lößbedeckten Kalkplateaus, rund 30 Meter oberhalb des Rheintals.

## Geschichte

### Fränkische Spuren
Das Dorf Nackenheim entstand in seiner heutigen Form in der Frankenzeit. Die vom Mittel- und Niederrhein her vordringenden Franken beendeten in der 2. Hälfte des 5. Jahrhunderts die römische Periode, für die vier römische Landgüter (villae rusticae) in der Nackenheimer Gemarkung nachgewiesen werden konnten. Hatten die Römer noch die Anhöhen über dem Tal bevorzugt, so legten die heidnischen Einwanderer ihre Siedlung im Tal an und bestatteten ihre Toten an der oberen Ausgangsstraße des Dorfes (Funde von Erdbestattungen in der Gemarkung An der Heidenpforte in Richtung Lörzweiler).
Die während dieser fränkischen Landnahmezeit entstandene Siedlung war anfangs sehr klein. Nackenheim dürfte im 6. Jahrhundert nur aus zwei bis drei Höfen bestanden haben, mit vielleicht höchstens 20 Einwohnern. Diese Höfe bildeten jedoch den Ausgangspunkt einer kontinuierlichen siedlungsräumlichen Entwicklung im Eichelsbachtal und den Beginn einer nahezu als Straßendorf anzusehenden bäuerlichen Siedlungsstruktur entlang der Obergasse. Lagemäßig befindet sich diese frühmittelalterliche bäuerliche Gruppensiedlung in einer hochwasserfreien Lage, außerhalb der Talaue. Der Einfluss naturräumlicher Faktoren wie Boden, Klima, Vegetation, Hydrologie und Relief ist bei bäuerlich-agraren Gesellschaften generell nicht zu unterschätzen.
Die heutige Nackenheimer Pfarrkirche steht, wie es für fränkische Kirchengründungen im frühen Mittelalter typisch ist, auf einer Erhöhung oberhalb eines Baches, in diesem Fall dem Eichelsbach. Am Ufer des Eichelsbachs stand im Tal, unterhalb der fränkischen Kapelle, der zugehörige alte Herrenhof (Gelände des heutigen Stephanshofes), denn als fränkische Eigenkirche stand die Kapelle im Familienbesitz, wobei sie zugleich als Grablege und Zufluchtsstätte in kriegerischen Auseinandersetzungen für die zum Christentum übergetretene Bevölkerung diente.

### Nackenheim unter Kölner Herrschaft
Um das Jahr 650 n. Chr. wurde der Nackenheimer Herrenhof (Fronhof) mit all seinen Besitzungen und damit auch seiner Kapelle von König Sigibert III. an den Kölner Bischof Kunibert verschenkt. Zu Beginn des 9. Jahrhunderts gelangte diese Schenkung in den Besitz des Kölner St. Gereonstiftes als eine Gabe des Kölner Ortsbischofes zur Neugründung des Kölner Stiftes. Als Ortsherr von Nackenheim machte sich das Kölner Gereonsstift an einen romanischen Kirchenneubau und übertrug das Patrozinium des heiligen Gereon auf die Nackenheimer Kirche. Dieser romanischen Kirche ist der 1987 gefundene und im Vorraum aufgestellte Sarkophag zuzuordnen, in dem zwei Bestattete lagen. Kirchenrechtlich unterstand die Pfarrei dem Archidiakonat von St. Viktor in Mainz sowie dem untergeordneten Presbyterat (Dekanat) von Nierstein. So kam es, dass auch die Priester aus Mainz bestellt wurden, die als Unterhalt ein Drittel des Frucht- und Weinzehnten erhielten. Zwei Drittel gingen dagegen an das Stift in Köln (Quelle von 1234).
Eine These zu den Quellen geht davon aus, dass das Dorf mit der Zeit für das Kölner Stift aber immer unrentabler wurde, so dass der Mainzer Erzbischof Siegfried III. dazu bewogen wurde, auch die Einkünfte der Pfarrei (nach der Versorgung des Pfarrers) dem Kölner Stift zuzusprechen. 1255 gab Probst Ludwig zu St. Victor schließlich die Erlaubnis, ebenso die Einnahmen aus der Pfarrstelle einzubehalten und die Stelle des Seelsorgers selbst zu besetzen (erste Erwähnung eines Nackenheimer Pfarrers: Walter, Scholaster von St. Viktor). Zur Einsetzung eines Kölner Priesters aber kam es letztlich nicht, da schon drei Jahre später das Kölner Stift seine Besitzungen in Nackenheim abtrat.

### Nackenheim im Besitz des St. Stephanstiftes zu Mainz
Am 26. November 1258 wurde der gesamte kölnische Besitz für 750 Kölner Denare an den Dekan des Stephansstifts zu Mainz verkauft. Um auch dem Stephansstift alle Einkünfte in Nackenheim zu sichern, inkorporierte 1262 der Mainzer Erzbischof Werner von Eppstein wiederum die Pfarrei mit ihren Einkünften und Vermögen in das Eigentum des Stephanstiftes.
Von nun an wurde die Pfarrstelle durch das Mainzer Stift bestellt, wodurch viele Vikare und ehemalige Pfarrer von St. Stephan diese Stelle besetzten. Das Stift begann bald mit dem Bau einer gotischen Kirche (1341 fertiggestellt), die das Doppelpatronat St. Gereon und St. Stephan führte. Unterstützung erfuhr das Stift beim Kirchenneubau durch die Ritterfamilie von Nackenheim. So vermachte Alheid von Nackenheim all ihre Güter zum Bau der neuen Kirche (1307). Die errichtete Wehrkirche war mit einem zierlichen Dachreiter und Glocken versehen. Sie umgaben eine Ringmauer und ein doppelter Graben. Eine Karte von Gottfried Mascop aus dem Jahre 1575 zeigt eine Kirche umgeben von hohen Bäumen mit einfachem Schiff und drei Fenstern, mittig ein zierlicher Dachreiter. Noch für die Zeit um 1700 lässt sich der wehrhafte Charakter von Friedhof und Kirche nachweisen.
Die Pfarrei selber hatte weit größere Ausmaße als die heutige. Zu ihr gehörten die später untergegangenen Weiler Sunsweiler und Aluisheim (ehemalige römische Landgüter), wie auch zwölf Rheinauen vom nördlichen Teil des Kornsandes bis zur Bleiaue vor Weisenau (durch die Rheinbegradigung heute teilweise nicht mehr existent). Bei einer neuen Einteilung der Erzdiozöse in Landkapitel im 16. Jahrhundert wurde die Pfarrei dem Olmer Landkapitel zugeteilt.

Mit den Kirchengemeinden in Lörzweiler, Nierstein und Bodenheim bestanden enge Verbindungen durch Gebetsgemeinschaften. Das Oppenheimer Nonnenkloster Mariacron besaß einen Marienaltar in der Kirche, für den ein Frühmesser (Kaplan) bezahlt wurde.

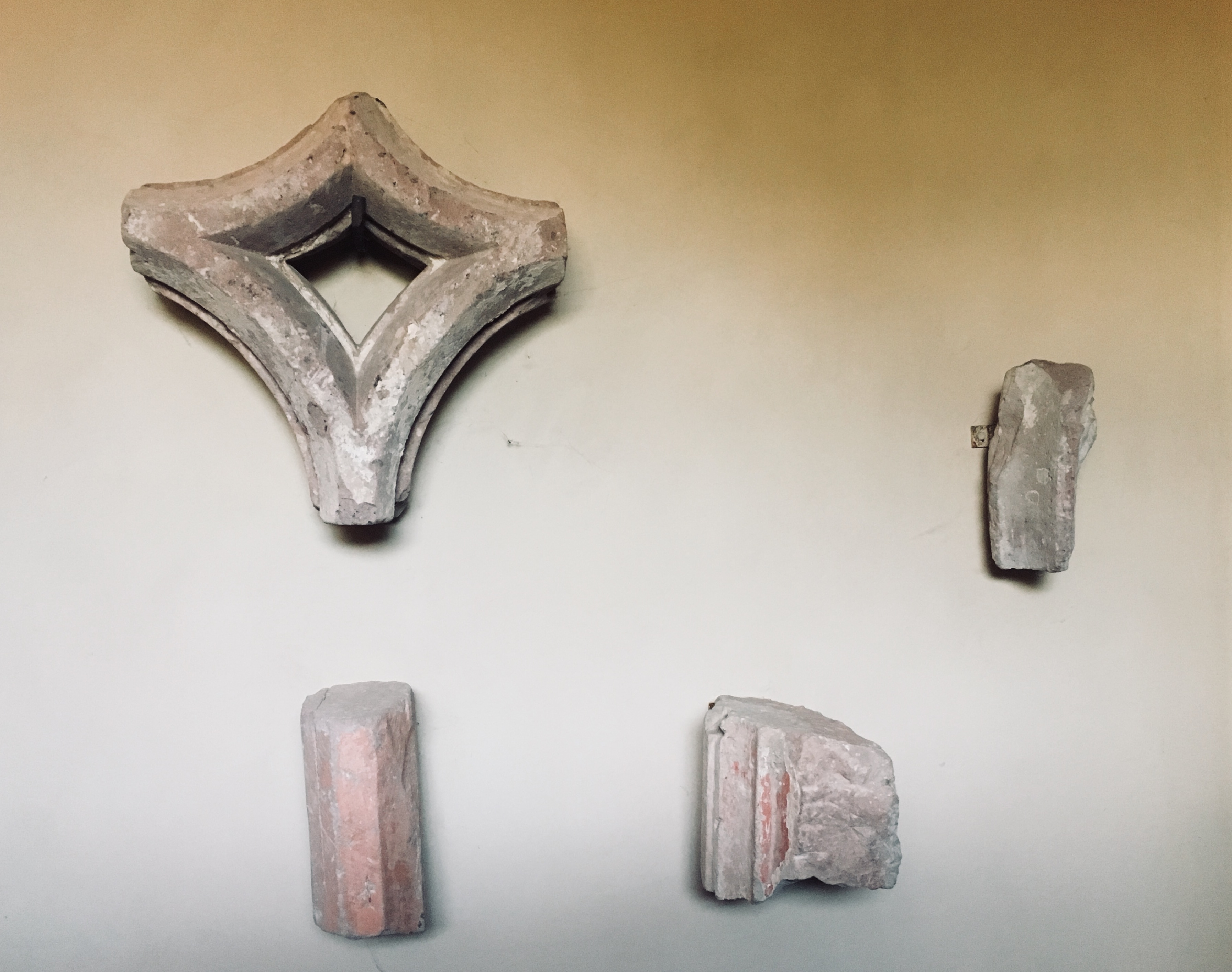
Gotische Maßwerkfragmente, St. Gereon (Nackenheim)

Im Jahre 1341 wird in einer Beschreibung der Kirche auf einen Lettner hingewiesen. Vor jenem Lettner wurde 1478 ein neuer Marienaltar errichtet.
Heutige Überreste dieser gotischen Wehrkirche (Maßwerkstreben mit Farbresten) sind in der Kirchenvorhalle ausgestellt wie auch im Kirchturm eingelagert. Eine Christusfigur des ehemaligen gotischen Hauptaltares überlebte die Wirren der nachfolgenden Jahrhunderte und fand bis in die 1970er Jahre liturgische Verwendung zur Osterzeit und wird heute leider nicht mehr öffentlich gezeigt.

### Nackenheim im Besitz des Erzbischofs von Mainz
Im Jahre 1615 wurde der Erzbischof von Mainz Erbherr und Oberster Gerichtsherr des Dorfes. Immer wieder aufflammende Streitigkeiten mit pfälzischen Amtmännern aus Nierstein beunruhigten das Stephansstift und gaben Anlass für einen Wechsel der Gerichtsobrigkeit über das Dorf. Die Streitigkeiten hatten schon mit dem Aussterben des Rittergeschlechts zu Nackenheim (1498) begonnen, als die Vogteirechte über Nackenheim auf Nierstein übertragen wurden. Durch die Reformation wurde die Situation nur noch verstärkt, denn die Reformation selber zeigte in Nackenheim als südliche Außengrenze von Kurmainz keinerlei Auswirkung, Nierstein jedoch war kurpfälzisch und kam somit zum protestantischen Glauben.
Die Nackenheimer Pfarrei selber blieb trotz neuer Gerichtsbarkeit des Erzbischofes weiterhin dem Stephansstift unterstellt. Diese Verbindung fand auch Ausdruck in den geteilten Aufgabenbereichen für die Kirche: Das Dorf hatte sich um den Unterhalt des Langhauses und des Dachreiters zu kümmern, während der Chor mit dem Altar vom Stephansstift zu unterhalten war. Der Stiftsdekan von St. Stephan, Sebastian Loth, verfasste für die Pfarrei im Jahre 1690 eine Kirchenordnung. Diese regelte das Gemeindeleben und die Verwaltung durch die Einsetzung von sechs Kirchenjuraten, die dem Pfarrer zur Seite standen. Meist waren es die gleichen Männer, die beim Ortsgericht auch die Schöffen stellten.
Im Dreißigjährigen Krieg wurde die Kirche im Dezember 1632 von den Schweden geplündert und verwüstet. Bauten und Höfe auf dem Oberfeld, unmittelbar hinter der Kirche, wurden zerstört. Bis heute befindet sich auf diesem Gelände keine Bebauung mehr. Erst 1678 wurden die Altäre wieder neu konsekriert (bis dahin Nutzung von Tragaltären).
1689 fielen während des Pfälzischen Erbfolgekrieges französische Truppen in Nackenheim ein und brandschatzten es. Bis 1692 begab sich die Bevölkerung des Dorfes insgesamt vier Mal vor den französischen Truppen auf die Flucht. Das Dorf wurde gänzlich zerstört, die Kirche ausgeraubt und stark beschädigt. Jene Kriegszerstörungen waren wohl der Anlass zum 1716 begonnenen Neubau der Pfarrkirche in barocker Form. Auch die aufstrebende Bevölkerungszahl des Dorfes nach dem Ende der Kriegswirren löste eine rege Bautätigkeit aus. (Die ältesten Bauernhäuser Nackenheims stammen allesamt aus dieser Nachkriegszeit. Ältere Bausubstanz ist nicht mehr zu finden.)
Zwei Mainzer Stiftsvikare legten mit der Übertragung ihrer Nackenheimer Güter an die Pfarrei den finanziellen Grundstock für den Neubau (Wert von 300 Gulden gegenüber Gesamtkosten von 5000 Gulden). Das Stift selber versagte weitere Geldzuwendungen für den Bau, da es sich gegen einen Gesamtabriss gewehrt hatte und sich vom Abriss des Chores überrascht zeigte. Eine erbitterte Reaktion liegt in den Quellen vor. Dadurch musste viel in Eigenleistung der Dorfbewohner geleistet werden. 1731 erfolgte die Einweihung des Neubaus am Sonntag nach St. Stephan-Auffindung (3. August). Dieser wurde auch als Kirchweihtag festgelegt (eine Verschiebung des heutigen Kirchweihtages in den späten September kann nicht erklärt werden). Der barocke Saalbau erhielt wie auch die Pfarrei wieder das Doppelpatronat St. Gereon und St. Stephan.

### Erhebung zur Doktoratspfarrei und Französische Revolution
Am 1. Juli 1779 wurde die Gemeinde zu einer Doktoratspfarrei erhoben, d. h., ihre Pfarrstelle durfte von nun an nur mit einem Doktor der Theologie besetzt werden. Grund dafür war eine Grundstücksübertragung auf die Mainzer Universität zu Gunsten ihrer Renovierung, was die Universität zum größten Grundbesitzer in Nackenheim machte.
1793 brachte Pfarrer Karl Melchior Arand, zugleich Regens des Mainzer Priesterseminars, die Bürger dazu, den französischen Nationaleid abzulegen. Arand wurde bald auch zum Maire (Bürgermeister) des Dorfes. Viel einschneidender als die Französische Revolution wurde für die Kirchengemeinde der Friede von Lunéville im Jahr 1801. Der Kirchsprengel verlor dabei seine 12 rechtsrheinischen Inseln. Und nach dem Beitritt zum Großherzogtum Hessen im Jahre 1816 wurde die schon seit dem Jahr 1210 bestehende Pfarrschule an den Staat übergeben und dem Pfarrer damit eine wichtige Einflussmöglichkeit entzogen. Der angestellte Lehrer war traditionell über Jahrhunderte hinweg zugleich Küster, Glöckner und Kantor gewesen.

### Kirchenbauliche Veränderungen im 19. und 20. Jahrhundert

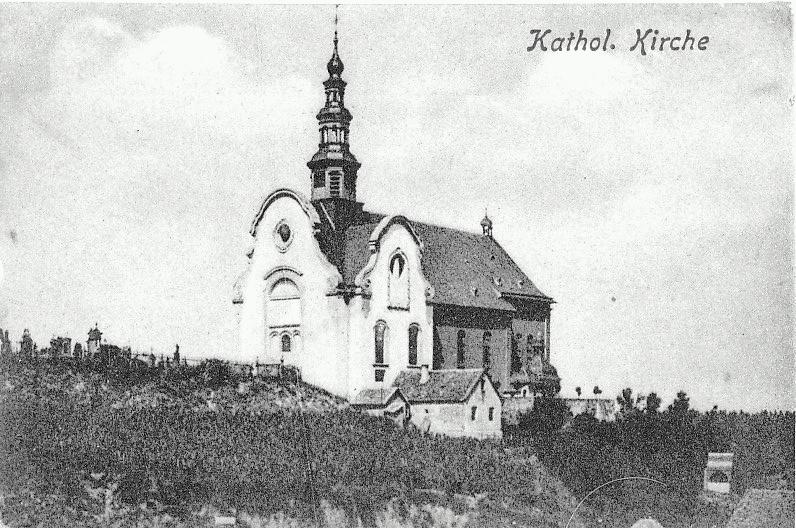
St. Gereon mit farbig angelegtem neobarocken Anbau und Dachreiter (fertiggestellt 1901, Gesamtzustand bis zum Anbau des Kirchturms im Jahre 1911)

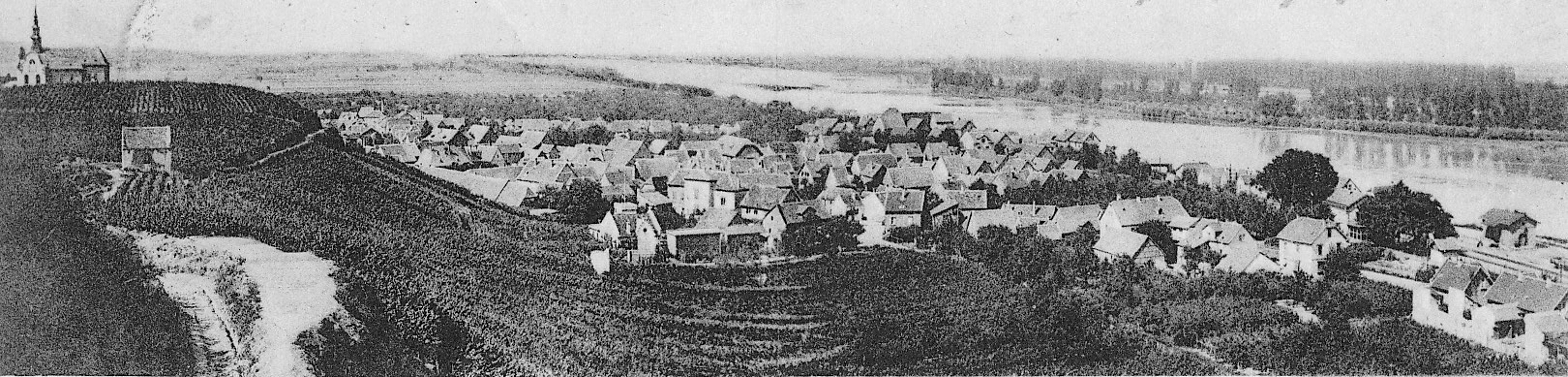
Nackenheim am Rhein, Ortsansicht vom Rothenberg (zwischen 1901 und 1911)

1869 wurde der barocke Hochaltar aus Holz durch einen Altar aus dem Mainzer Dom ersetzt (siehe Abschnitt Ausstattung). Nach einem Blitzeinschlag in den Dachreiter in der Pfingstwoche des Jahres 1900 kam es unter der Leitung von Pfarrer Franz Otto zu einer neo-barocken Erweiterung nach Westen hin, wobei auch die barocke Deckenschale ersetzt wurde. Anstelle eines imposanten neuen Dachreiters von 1901, der sich für die neuen Glocken als zu instabil herausstellte, kam 1911 der heutige Glockenturm hinzu (Verbauung des westlichen Haupteinganges).
1936–1937 erhielt die Empore der Kirche eine umfassende Renovierung, wobei diese nach vorne hin erweitert wurde, eine neue Holzverschalung erhielt und ihre seitlichen Gewölbebögen darunter verlor. Einer Renovierung in den 1950er Jahren fielen die farbigen Kirchenfenster zum Opfer, ebenso wurde dabei der Innenraum von rosa auf grau umgestrichen sowie der Kreuzweg neu gerahmt und eine neue Sakristei angebaut. In den Jahren 1978 bis 1988 erfuhr die Kirche eine grundlegende Renovierung, wobei unter anderem die originalen Sandsteinplatten aus der Erbauungszeit durch Veroneser Marmor ersetzt wurden (siehe Ausstattung) und die Altarinsel vergrößert wurde. Auch barocke Ausmalungen kamen zu Tage, die einen Eindruck von der verlorengegangenen barocken Deckenmalerei geben.

## Baubeschreibung
Die gelb gefasste Kirche hat eine Länge von 37,70 m (ohne Turm) und eine Breite von 16,60 m am Querhaus (Anbau von 1901). Der Kirchturm selbst hat eine Höhe von 46,08 m und der Wetterhahn sitzt oberhalb des Turmkreuzes auf einer Höhe von rund 48 m.
Johanns Vordörffer aus Gonsenheim konzipierte 1716 den geosteten, barocken Saalbau mit eingezogenem Rechteckchor (heute seitlich umfasst von alter und neuer Sakristei). Durch neubarocke Zubauten entstand eine malerische Baugruppe: So wurde 1901/02 der Westquerbau nach Entwürfen von August Greifzu, Mainz, ausgeführt und der Kirchturm im Westen entstand 1911 nach Entwürfen des Oppenheimer Kreisbauamts.

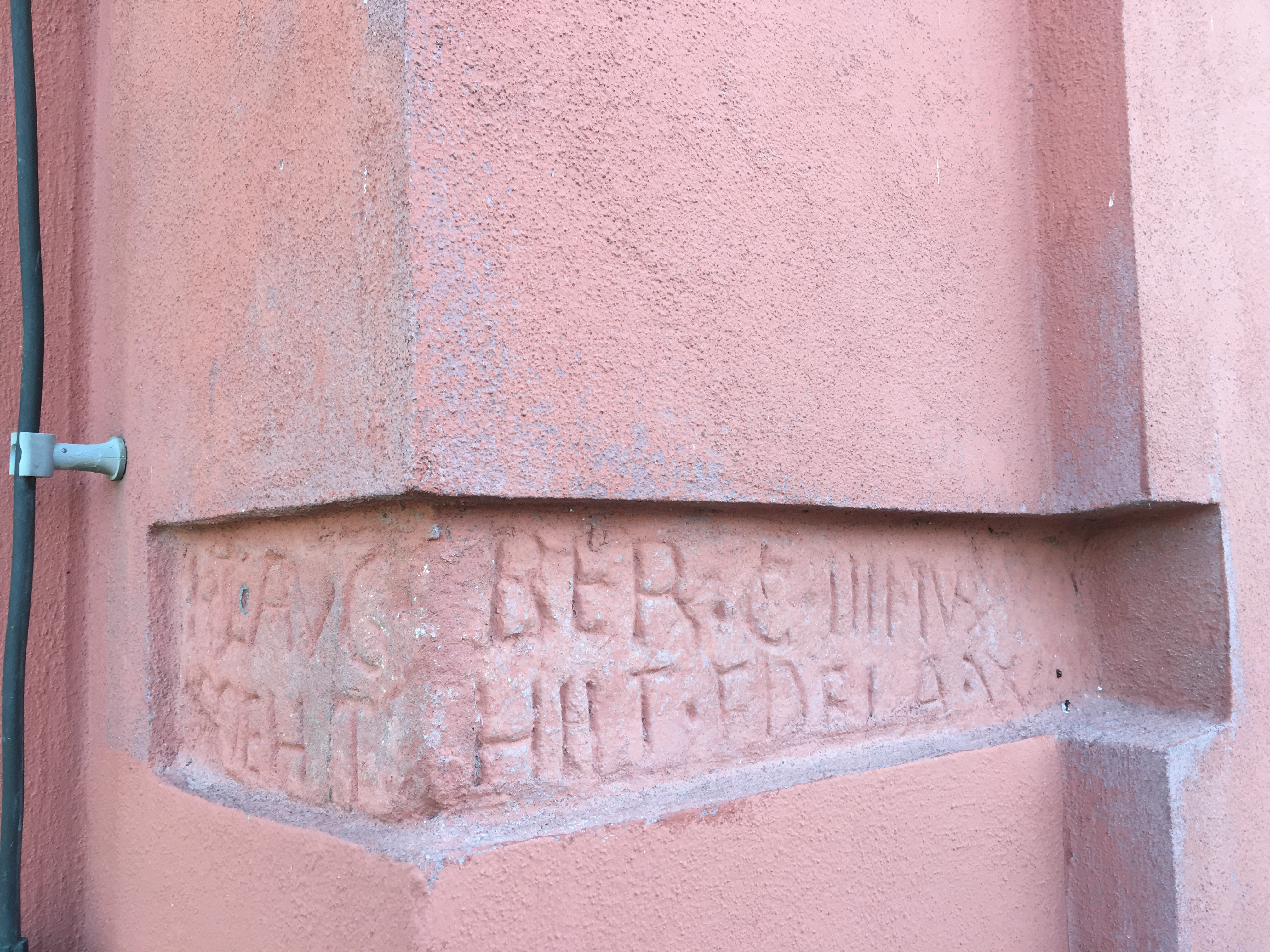
Eckquader mit Bauinschrift (1716)

Akzentuiert wird der Außenbau durch knapp hervorspringende, monumental gekurvte Schweifgiebel mit großen, zweigeteilten Rundfenstern und einer rundbogigen Sandsteingliederung. Die Ecken des Gotteshauses werden durch farbig angelegte Sandsteinpilaster hervorgehoben. Der viergeschossige Turm mit doppelter Zwiebelhaube ersetzt die dritte, westliche Giebelfassade von 1902 (vermauertes Rundfenster wie auch Schweifgiebel). Der Turm und die ostseitig abgewalmten Satteldächer sind mit Schiefer gedeckt. Oberhalb des Chores befindet sich ein kleiner Dachreiter mit Beichtglöckchen (nicht läutbar). Am Chor außen angebracht befindet sich ein Eckquader mit dem Fragment einer Bauinschrift von 1716. Das Ochsenauge in der Chorwand ist zugesetzt. Die 14 großen Rundbogenfenster sind mit einer Bleiverglasung aus Antikglas in barockem Wabenformat versehen (1988).
Das Hauptportal der Kirche befindet sich in der Turmhalle, darüber ist außen eine barockisierende Nischenfigur des hl. Florian mit Kirchenmodell angebracht. Der Guss (um 1911) ist ein Verweis auf den Blitzeinschlag von 1900, der die großen Umbauten in seiner Nachfolge einleitete. Das obere Turmportal, der Eingang zur Empore und der Turm sind durch eine Außentreppe mit kunstvoll geschmiedetem Geländer zu erreichen, das ehemals als Schranke zum Chor im Kircheninneren diente (siehe Bild).
Das Langhausinnere ist über eine Kehle flachgedeckt. Die Deckenschale von 1901 ist mit geometrischem, neu-barockem Rahmenschmuck versehen. Die Wandgliederung erfolgt über dreifache Pilaster und zum Chor hin führt ein gedrungener Triumphbogen. Der Altarraum ist überkuppelt. Die Erweiterung nach Westen von 1903 verfügt über doppelte Blendarkaden mit tiefen Nischen.

## Ausstattung
Der barocke Hochaltar von 1698 (vielleicht ein Werk von Arnold Harnisch oder Wolfgang Fröhlicher) stammt aus der Ostapsis des Mainzer Doms. Errichtet wurde dieser Altar als eine Stiftung des Domdekans Johann Philipp von Greiffenclau zu Vollraths von 1697 zu Ehren des heiligen Martinus. Sein Patrozinium gilt als eine Übertragung vom im Jahre 1683 abgerissenen, gotischen Martinschörlein. Für 800 Gulden wurde der Altar 1869 nach Nackenheim verkauft. Allein sein Transport und Wiederaufbau kosteten weitere 770 Gulden.
Das Retabel aus schwarzem Schupbach-Marmor zeigt einen klassischen barocken Aufbau mit bühnenartiger Draperie und anstelle eines Gemäldes ein eingelassenes Kruzifix, wobei es sich hierbei nicht um das Originalkreuz aus Marmor handelt, das seit der Renovierung der Kirche 1988 leider entwendet und in einem Privathaushalt zwischengelagert wurde. An seine Stelle stilistisch falsch aufgestellt ist ein altes, hölzernes Missionskreuz aus dem Eingangsbereich der Kirche mit barockem Korpus. Flankiert wird es von den Figuren des hl. Crescens (der Legende nach erster Bischof von Mainz) und des hl. Bonifatius (erster Erzbischof von Mainz). Als Reiterfigur bekrönt der hl. Martin mit Bettler den Aufbau. Beide Figuren sind wohl älteren Datums und unterschiedlicher Provenienz). Unterhalb des Sprenggiebels befindet sich das Stifterwappen des Johann Philipp von Greiffenclau wie auch die Wappen seiner mütterlichen wie auch väterlichen Ahnenreihe. Zwei Genien halten die bischöflichen Insignien. Die Dramatik des Altars wird durch die Hell-Dunkel-Kontraste der teilweise vergoldeten Alabaster-Figuren und des schwarzen Marmors erzeugt. Seine alte, hervorgehobene Stellung in der Mitte der Ostapsis des Mainzer Doms erhielt der Altar, da vor ihm der Tabernakel des Ostchors stand. Diesen Umstand verdeutlicht auch die zweigeteilte Weiheinschrift, die nicht längs eingraviert wurde, sondern in zwei getrennte Abschnitte zerfällt. Der mittlere Aufbau mit Tabernakel (dieser in veränderter Form seit der Renovierung von 1987, Originalteile noch in Sakristei und Kirchturm vorhanden) scheint somit Teil des Originals zu sein. Ein ehemaliges Altarbild wurde immer wieder vermutet, lässt sich in den Quellen aber nicht zurückverfolgen.

Innenansicht St. Gereon (Nackenheim)
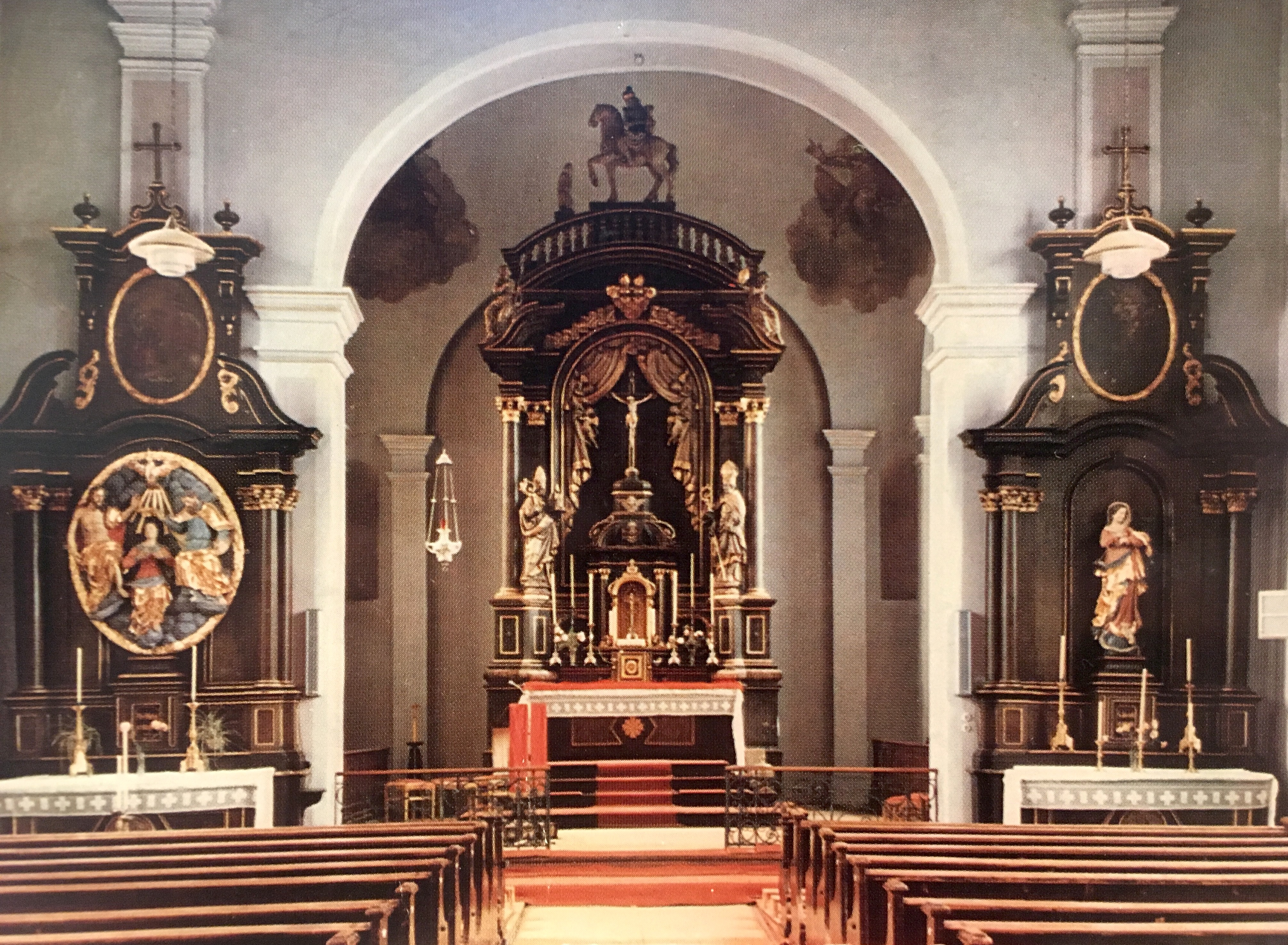
Zustand vor 1978
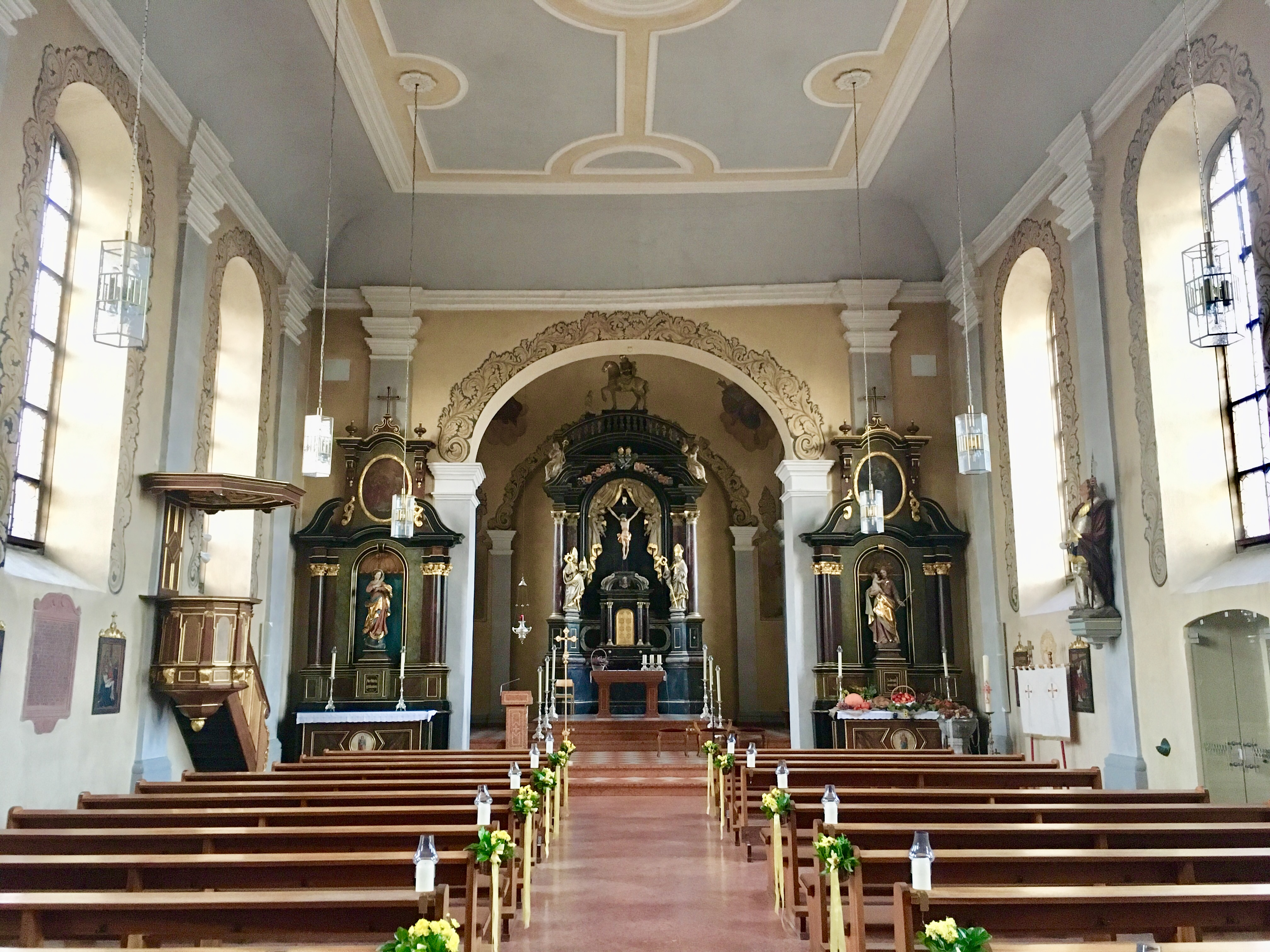
2018

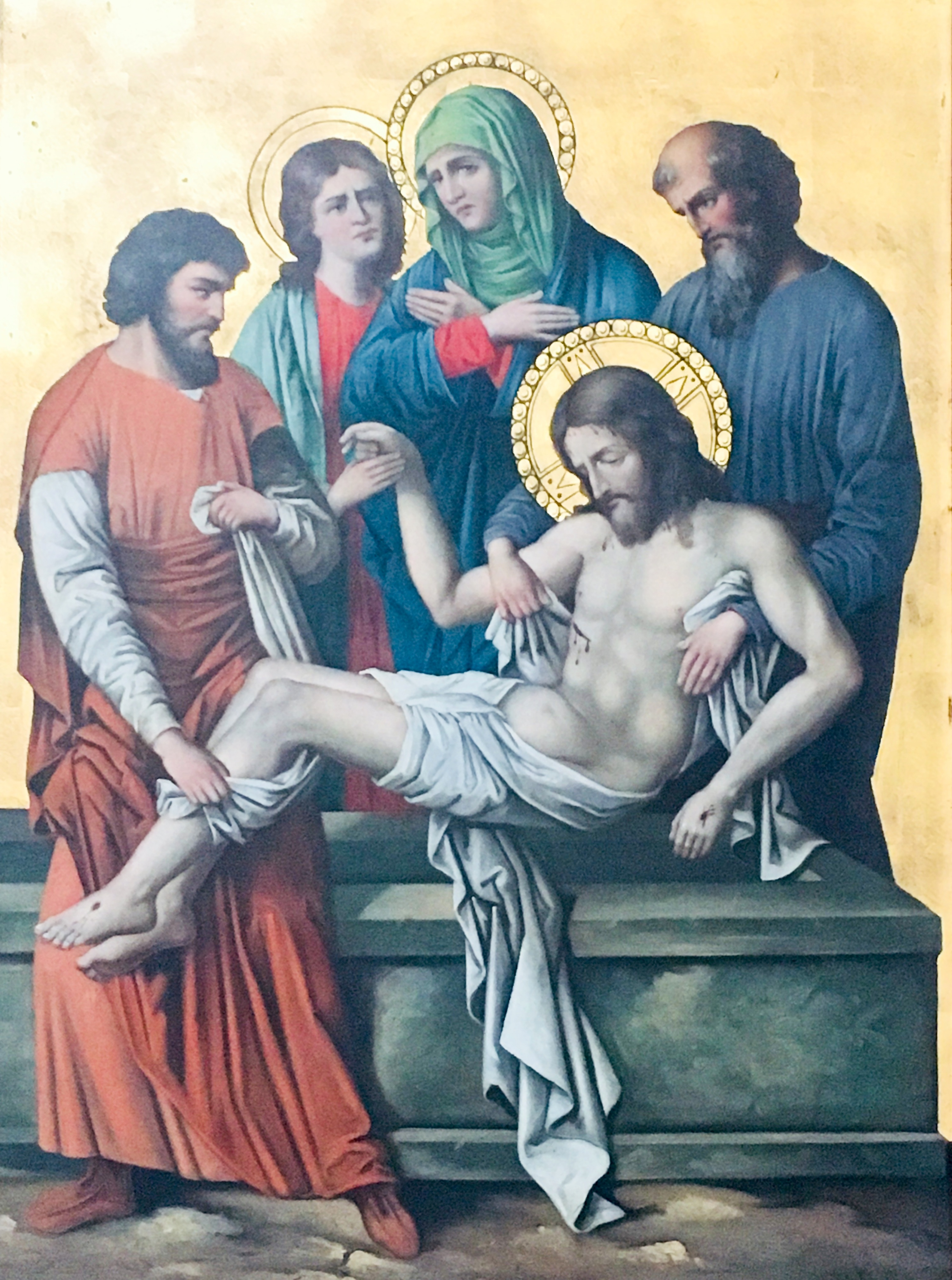
Grablegung Christi, Kreuzwegstation St. Gereon

Unter der Orgelempore hängt ein nahezu vollplastisches Reliefoval der Krönung Mariens (um 1729/30), das über lange Zeit in der Bergkapelle hing. Die prächtige Holzplastik stammt vom ersten Hochaltar der barocken Pfarrkirche (1730 errichtet), der aus Nussholz gearbeitet war und mit überlebensgroßen Figuren der Evangelisten ausgestattet war (1910 als Brennmaterial verwendet). Die barocken, hölzernen Seitenaltäre entstammen dem Umkreis des Mainzer Bildhauers Nikolaus Binterim (um 1770) und wurden 1897 von Joseph Landmann, Mainz, im Aufbau stark verkleinert. Bis dahin standen sie über Eck, bis aus Platzgründen Pfarrer Franz Otto sie verschmälern und ganz gerade und dicht an die Wand setzen ließ. Der linke Nebenaltar ist der Jungfrau Maria geweiht (Bildnis einer Maria Immaculata), der rechte Nebenaltar dem heiligen Antonius. Dieser wurde jedoch wegen seiner Josephsstatue stets St. Josephaltar genannt. Beide Altäre werden bekrönt durch gesprengte Säulengiebel über einem Ölgemälde. Der Marienaltar birgt in seinem Unterbau ein Heiliges Grab mit einer Figur des Leichnams Jesu (1988 mit alten Fundamentsteinen ausgekleidet und mit einer Glasscheibe versehen).
Die hölzerne Kanzel mit polygonalem Korb wird überdacht von einem Schalldeckel mit silberner Geisttaube. Im Langhaus hängen eine Figur des hl. Gereon als Ritter mit Lanze (um 1770) und Schwert (Hinweis auf seine Enthauptung) sowie neugotische Heiligenfiguren (St. Valentin, St. Wendelin, St. Margaretha, St. Katharina). Der Kreuzweg besteht aus spätnazarenischen Ölbildern, wobei der Rahmen Mitte des 20. Jahrhunderts stark vereinfacht wurde.
Im Westquerbau stehen zwei neubarocke hölzerne Seitenaltäre mit Ölbildern: links Bruder Konrad, gemalt von Albert Figel (München, 1935) an Stelle des entfernten Bildes „Maria im Rosenkranz“ von 1902, rechts ein Heiligstes Herz Jesu von 1902 (zur starken Verehrung des hl. Bruders Konrad in Nackenheim siehe Glocken). Das barocke, marmorne Weihwasserbecken mit Stifterwappen war bis 1988 bis zur Hälfte in die Westwand eingemauert. Zelebrationsaltar und Ambo sind ein Werk des lokalen Steinmetzen Rainer Knußmann.

## Wandmalereien
Bei Restaurierungsarbeiten entdeckte man 1983 um die Fenster herum Ornamentmalereien in Form von Akanthusblättern aus der Entstehungszeit der Barockkirche (1731) sowie Weihekreuze (1988 auf zwölf Weihekreuze ergänzt). Sie stammen von der ersten Farbfassung der Kirche und sind aufgetragen in einer Secco-Technik. Für das Bistum Mainz sind sie die einzig erhaltenen Secco-Malereien aus dem 18. Jahrhundert.
Im Chorraum befindet sich eine Deckenmalerei von Hans Thumann, Mainz aus dem Jahre 1936: die vier Evangelisten und das Buch mit den sieben Siegeln. Seine Abbildungen der vier Evangelisten wurden 1988 im Ausmaß reduziert, um sie auf den Bogenornamenten nicht zu wuchtig erscheinen zu lassen. Im selben Jahr entschied man sich, die drei fragmentarisch freigelegten barocken Darstellungen der Evangelisten in den Rundbogennischen nur zu konservieren, aber nicht zu restaurieren, um so eine doppelte Darstellung der Evangelisten auf engem Raum zu vermeiden.
Weitere, farbig angelegte Blumenranken, eine Umrahmung und figürliche Motive wie ein Stiefel aus dem 18. Jahrhundert wurden 1983 an der östlichen Chorwand freigelegt, aber wieder übermalt. Von einer ehemaligen farbig angelegten barocken Deckenmalerei konnten 1988 nur Putzreste an der Kämpferlinie der dreifachen Pilaster gesichert werden.

## Orgel
1739 erhielt die Kirche eine Orgel durch den Orgelbauer Johannes Kohlhaas. Nachdem sie in der Pfingstwoche im Jahre 1900 durch Blitzschlag beschädigt worden war, errichtete Martin Joseph Schlimbach 1904 eine neue Orgel, wobei der barocke Kohlhaas-Prospekt mit seinem reichen Figurenschmuck übernommen wurde.
Als Bildhauer des barocken Figurenschmucks darf Nikolaus Binterim angesehen werden, der die zwei Posaunenengel auf den Außenprospekten, König David mit Harfe und die beiden Dekorvasen schuf. Die Orgel hat folgende Disposition:
| I Hauptwerk C–f3  |       |
| Bourdon           | 16′   |
| Principal         | 8′    |
| Hohlflöte         | 8′    |
| Gemshorn          | 8′    |
| Gamba             | 8′    |
| Octave            | 4′    |
| Rohrflöte         | 4′    |
| Mixtur-Cornett IV | 2 ⁄3′ |

| II Unterwerk C–f3 |    |
| Flötenprincipal   | 8′ |
| Salicional        | 8′ |
| Lieblich Gedeckt  | 8′ |
| Dolce             | 8′ |
| Traversflöte      | 4′ |

| Pedal C–d1 |     |
| Subbass    | 16′ |
| Flötenbass | 16′ |
| Violon     | 16′ |
| Cello      | 8′  |

- Koppeln: II/I, I/P, II/P
- Spielhilfen: Mezzoforte, Forte, Tutti

## Glocken und Turmuhr

### Historischer Glockenbestand
| Nr. | Name         | Gussjahr | Gießer                    | Masse (kg) | Schlagton | Inschrift                                                       | Verlustjahr    |
| 1   | Maria        | 1902     | Andreas Hamm, Frankenthal | 700        |           | Unter deinen Schutz und Schirm fliehen wir, hl. Gottesgebärerin | 1942           |
| 2   | Joseph       | 1902     | Andreas Hamm, Frankenthal | 550        |           | Hl. Joseph, bitte für uns                                       | 1942           |
| 3   | Gereon       | 1902     | Andreas Hamm, Frankenthal | 450        |           | Hl. Gereon, bitte für uns                                       | 1942           |
| 4   | Beichtglocke |          |                           | 40         |           | Regina Coeli ora pro nobis                                      | blieb erhalten |

### Heutiges Geläute
Nach der Beschlagnahmung der Glocken wurde an Hochfesten durch Schallplatte das Nackenheimer Glockengeläut zum Te Deum abgespielt. Die Erneuerung des Geläuts nach dem Krieg wurde dankbar gefeiert, wobei es der nachfolgenden Generation überlassen wurde, den Gesamtklang um eine vierte, weitere Glocke zu ergänzen.
Alle Glocken tragen aus Erfahrung des Verlustes im Zweiten Weltkrieg die Kennzeichnung: „EIGENTUM DER KATHOLISCHEN KIRCHE NACKENHEIM“.
| Nr. | Name                                                       | Bild | Gussjahr | Gießer                             | Masse (kg) | Schlagton | Inschrift | Bemerkung                                                                                |
| 1   | St. Maria – festa decora (Die Feste verherrliche ich)      |      | 1950     | Andreas Hamm und Sohn, Frankenthal | 730        | f1        | HL. MARIA, MUTTER GOTTES, BITTE FÜR UNS! (Frontseite) FESTA DECORA (Rückseite) MEISTER HERMANN HAMM FRANKENTHAL GOSS MICH IM HEILIGEN JAHR 1950 (Herkunftszeichen) | Weihe am 14. Januar 1950                                                                 |
| 2   | Hl. Bruder Konrad - mortuos plango (Die Toten beklage ich) |      | 1950     | Andreas Hamm und Sohn, Frankenthal | 510        | g1        | HL. BRUDER KONRAD, BITTE FÜR UNS! (Frontseite) MORTUOS PLANGO (Rückseite) MEISTER HERMANN HAMM FRANKENTHAL GOSS MICH (Herkunftszeichen ohne Jahresangabe)          | Weihe am 10. April 1950, Ostermontag                                                     |
| 3   | St. Josef – vivos voco (Die Lebenden rufe ich)             |      | 1949     | Andreas Hamm und Sohn, Frankenthal | 360        | a1        | HL. JOSEF, BITTE FÜR UNS! (Frontseite) VIVOS VOCO (Rückseite) MEISTER HERMANN HAMM FRANKENTHAL GOSS MICH 1949 (Herkunftszeichen)                                   | Weihe am 8. April 1949, Ostermontag                                                      |
| 4   | Beichtglocke                                               |      |          |                                    | 40         |           | REGINA COELI ORA PRO NOBIS | im Dachreiter, nicht läutbar, gestiftet durch Familie Ark aus Nackenheim, Jahr unbekannt |

### Turmuhr

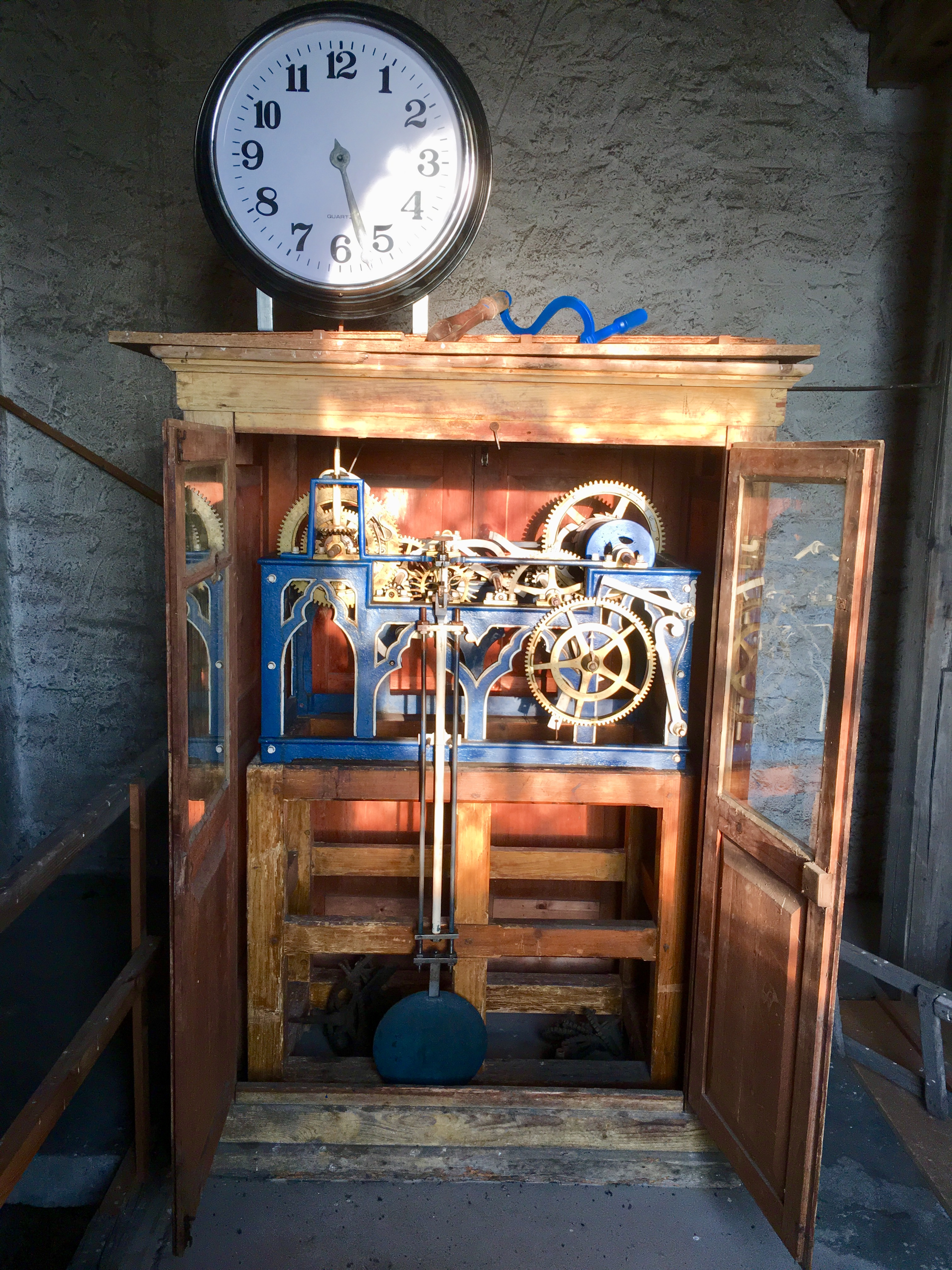
Historisches Uhrwerk, St. Gereon (Nackenheim)

## Außenanlage und Friedhof

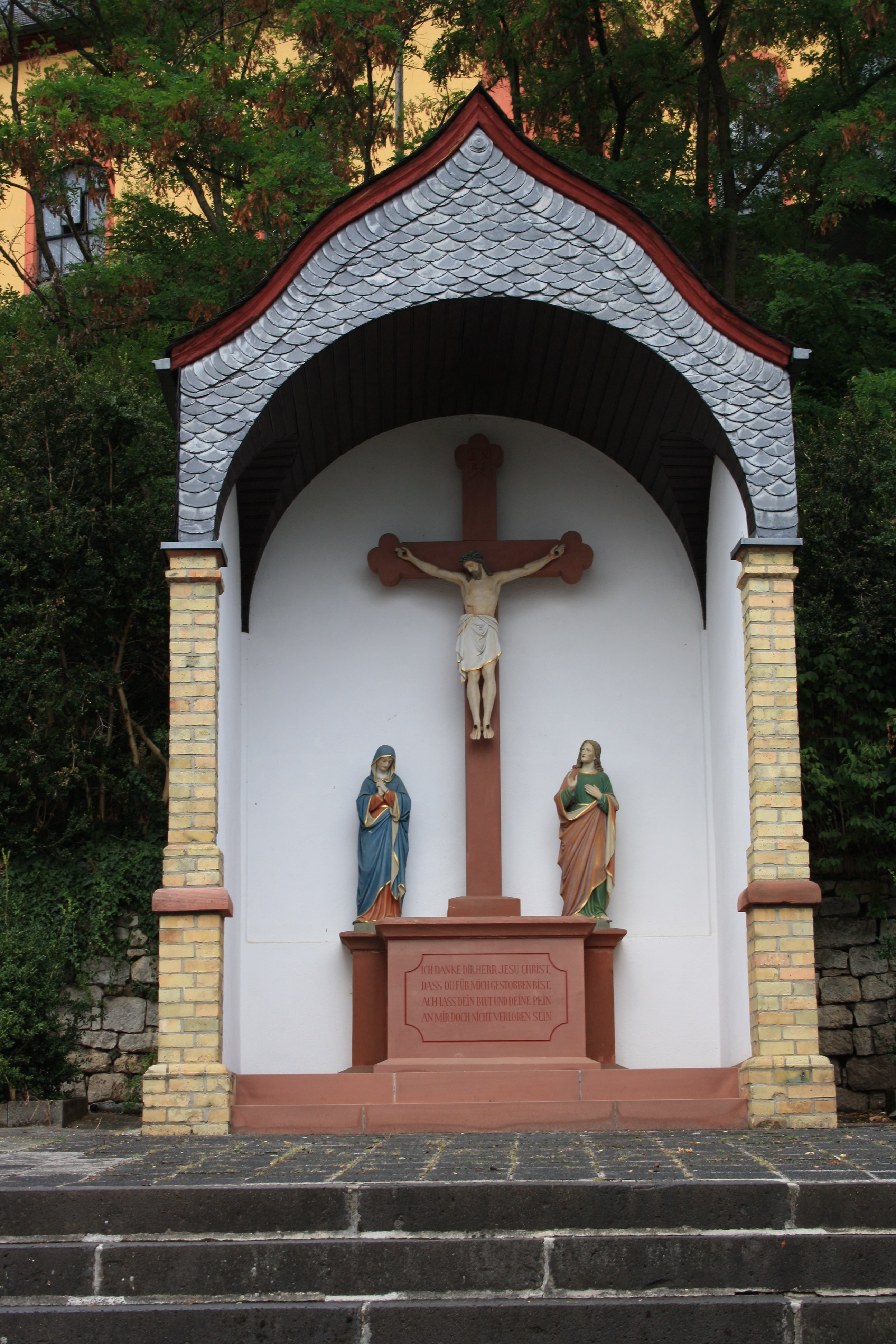
Wegekapelle St. Gereon, Nackenheim

Die Kirche ist vom Ort her über einen steilen Treppenweg zu erreichen, der sich bei einer Wegekapelle aufgabelt. Dieser rundbogig geöffnete Klinkerbau aus dem Jahr 1900 mit verschiefertem Schweifdach beinhaltet eine Kreuzigungsgruppe mit farbig gefassten Tonfiguren aus dem gleichen Jahr. Als Unterbau dient der Kreuzsockel (derzeit verbaut) der originalen Kreuzigungsgruppe von 1747. Dieser trägt folgende Inschrift: OH IHR ALLE DIE IHR STEIGET/ HIER ZV DIESEM BERG HINAVFF/ IESVS AN DEM CREVTZ EVCH ZEIGET/ WIE DER WEG VND SICHERE LAVFF/ HIER SEI ZEITLICH CREVTZ VND LEITER/ DORT ZU KOMMEN IN DIE FREVDEN/ LVC 24C/ 174. Nach der Versetzung und Erneuerung der Kreuzigungsgruppe im Jahr 1900 zeigt sich nun folgende Inschrift: Ich danke dir, Herr Jesu Christ, daß du für mich gestorben bist. Ach laß Dein Blut und Deine Pein an mir doch nicht verloren sein.
Dem Rhein zu, am Ostgiebel der Kirche, steht seit 1906 eine Ölberggruppe aus dem Jahr 1875 (vormals mit einem Klinkerbau ähnlich der Wegekapelle überdacht). Ehemals in einer Nische der Vorhalle zur Kirche aufgestellt, standen zu beiden Seiten überlebensgroße Figuren der Evangelisten Lukas und Johannes aus dem ersten barocken Hochaltar. Heute ihrer Figuren (kniender Jesus mit Engel) und Überdachung beraubt, wartet die Ölbergszene mit ihrem leeren Sockel noch ihrer Wiederherstellung.
An die Kirche selbst grenzt im Norden und Westen der Friedhof an, der in jüngerer Zeit stark erweitert wurde und nahezu den ganzen Sporn des Kirchbergs einnimmt. Am Kirchturm befindet sich zum Friedhof ein schmiedeeisernes Torgitter im Jugendstil. Das Friedhofskreuz mit Korpus aus Rotsandstein wurde im Jahr 1939 restauriert und erneuert. Vom alten Kreuz blieb nur der mittlere Teil des Christuskörpers, der noch gut erhalten war. Ehemals standen neben dem Kreuz auf dem Sockel noch die Figuren der Muttergottes und des hl. Johannes. Es trug die Inschrift: Ein Kreuz den armen Seelen zum Trost tut hier aufstellen P. M. M.- C.M.

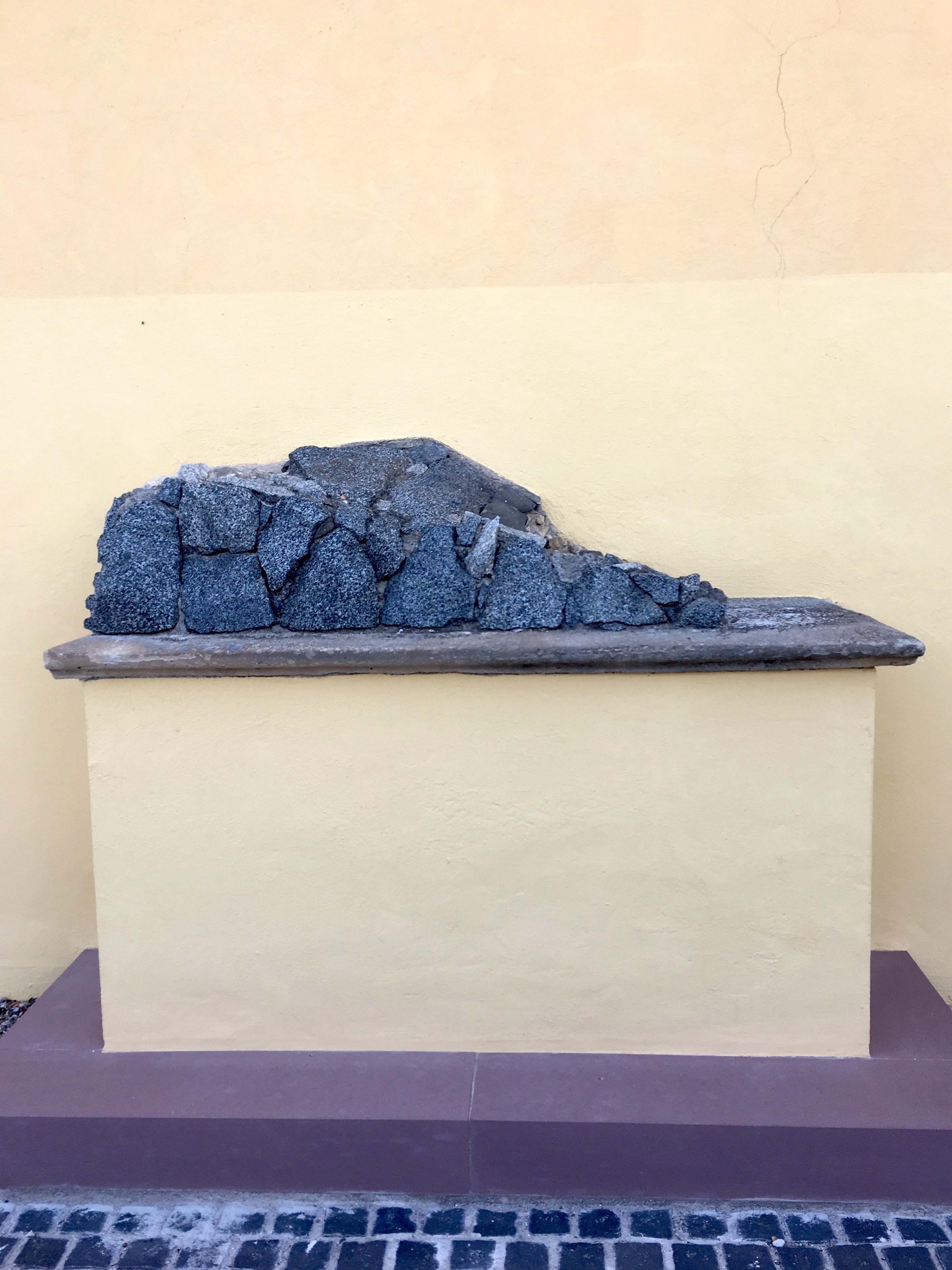
Verwaiste Ölberggruppe
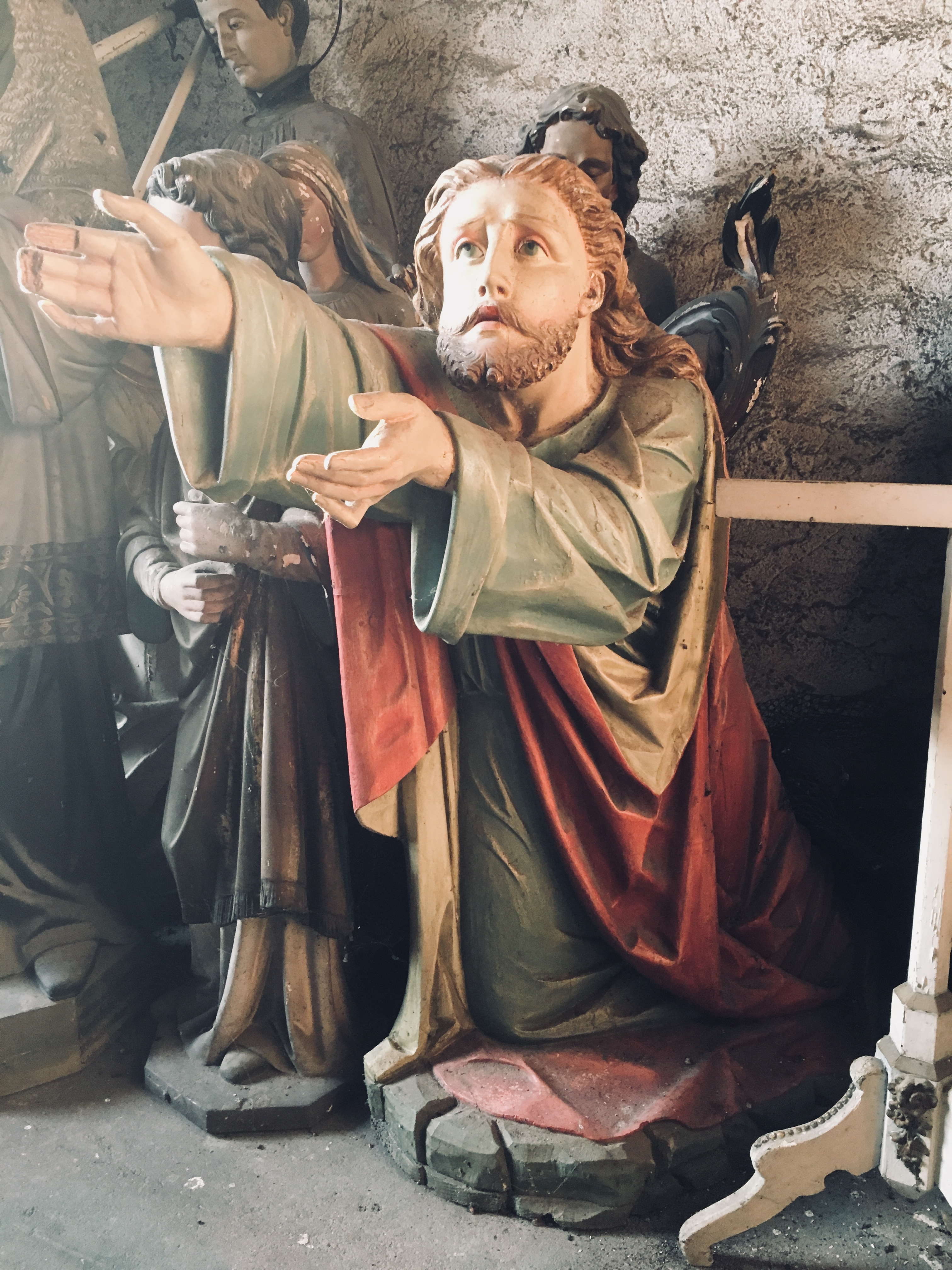
Jesusfigur der Ölberggruppe
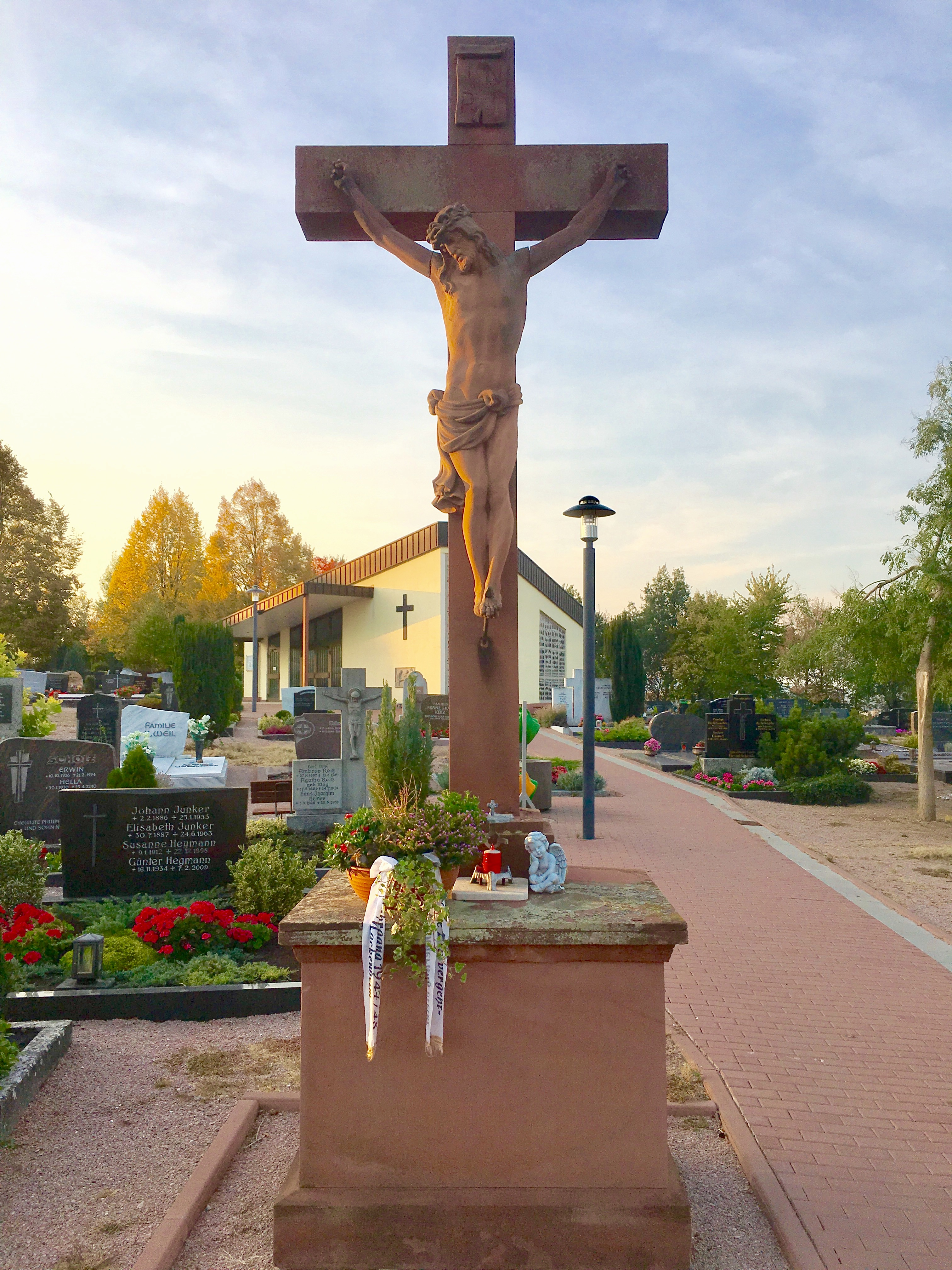
Friedhofskreuz, Nackenheim am Rhein

## Pfarrer
Nur wenige Namen sind für die Pfarrer des mittelalterlichen Nackenheims noch bekannt.
- Walter, Scholaster von St. Viktor (1255)
- Kleriker Johannes (1326)
- Pfarrer Gernod und Kaplan Antz (1341)
- Priester Hermann von Wagenbach (1343)
- Pfarrer Heinrich von Siegen (1378)

In Nackenheim arbeiteten von 1600 an folgende Pfarrer:
- Hermanus Gümpelius, Vikar zu St. Stephan (1600–1601)
- Zacharias Hiltmann, Vikar zu St. Stephan (1617)
- Sebastianus Witterhold, Vikar zu St. Stephan (1618–1620)
- Reinhardus Schwartz aus Wetzlar (1622–1627)
- Zacharias Hiltmann, Vikar zu St. Stephan (1626)
- Adolphus Hermanns aus Lauterbach (1627–1629)
- Nikolaus Fremonius aus Lothringen (1629–1630)
- Michael Lutz aus Würzburg (1630–1637)
- Casparus Mott, Vikar zu St. Stephan (1637–1641)
- Martinus Metzger aus Mainz, Vikar zu St. Stephan (1641–1646)
- Johannes Ely (später Pfarrer an St. Quintin (Mainz)) (1644)
- Cuno Heilmann (1646–1661)
- Arnoldus Droten (1652)
- Johann Sebastian Weber (1657)
- Andreas Fuchsius (1661–1676)
- Joannes Henricus Hippelius (später Pfarrer in Lörzweiler) (1669–1676)
- Pater Wilhelm Mülheim, Prämonstratenser, gest. in Nackenheim am 20. April 1681 (1669–1670)
- Pater Wilhelm, Franziskaner, Pfarrverweser (1681–1682)
- Johanns Friedrich Holthauser, Vikar zu St. Stephan, gest. am 2. Januar 1683 in Nackenheim, begraben im Kreuzgang von St. Stephan (1682–1682)
- Theodores Wilhelm, Vikar zu St. Stephan, gestorben am 7. September und in St. Gereon begraben (1683–1689)
- Johann Adam Köhler aus dem Eichsfeld, Vikar zu St. Stephan, gest. am 2. Februar 1710 (1689–1710)
- Engelbert Maubeuge (Maubeye) aus Trier, 1694 Pfarrer an St. Christoph in Mainz, seit 1695 Vikar zu St. Stephan, von 1696 bis 1707 Pfarrer dort, bis 1710 Pfarrer in Münster-Liederbach, Erbauer der jetzigen Pfarrkirche in Nackenheim, gest. am 24. Januar 1728 dort und in der Pfarrkirche vor dem Josephsaltar begraben (1710–1728)
- Johannes Philipp Boltz aus Wicker, Vikar zu St. Viktor. Er stattete die neue Kirche aus, Vikar Johannes Adam Sartorius war ihm unterstellt (1728–1732)
- Johannes Adam Sartorius aus Mainz, Vikar zu St. Viktor (1732–1737)
- Johannes Philipp Boltz, Vikar zu St. Viktor. Er übernahm zum zweiten Mal die Pfarrstelle, gest. am 30. April 1760 und in der Pfarrkirche begraben (1737–1760)
- Anton Franz Brandmüller aus Rüdesheim, gest. am 30. Dezember 1782 und auf dem Nackenheimer Friedhof begraben (1760–1782)
- Johann Baptiste Kerz, Dr. theol. aus Mainz (1783–1791)
- Karl Melchior Arand, Dr. theol. aus Heiligenstadt, geb. am 2. Juni 1754, studierte in Erfurt, Mainz und Wien, Kaplan in Kella/Eichsfeld, Assessor in Erfurt, 1783–1789 Professor für Dogmatik und Patrologie in Mainz, 1789–1791 Pfarrer an der Kirche in Amorbach und Assessor des Erzbischöflichen Kommissariats in Aschaffenburg. 1791–1793 Pfarrer in Nackenheim, 1792–1793 Clubist und Maire in Nackenheim, 1793 Regens des Mainzer Priesterseminars, Der Klubisterei in Mainz beschuldigt, für zwei Jahre auf die Festung Königstein abgeführt, danach Zwangsaufenthalt in Fritzlar bis 1805, danach Pfarrer in Naumburg (Saale) bis zu seinem Tod am 9. November 1823 (1791–1793)
- Johannes Emil, geb. 23. November 1766 in Bensheim, Pfarrverwalter in Nackenheim, gest. als Pfarrer von Lorsch 1835 (1793)
- Christoph Scherf, geb. 2. Februar 1750 in Straßbessenbach (1794–1811)
- David Walz, ehemaliger Augustinermönch, gest. 19. September 1815 (1811–1815)
- Georg Keck, geb. 13. September 1751 in Mainz, gest. als Pfarrer von Budenheim am 1. Juni 1842 (1816–1822)
- Johannes Ludwig Schick aus Rüdigheim, Exkanoniker von Amöneburg, Vikar am Wormser Dom, Österreichischer Feldgeistlicher, Cooperator in Österreich. Pfarrer in Weinolsheim und Nierstein (1822–1830)
- Johann Baptist Englert, geb. 21. Oktober 1799 in Viernheim, Pfarrverweser in Nackenheim, gest. als Pfarrer in Groß-Steinheim am 6. Juli 1860 (1830–1831)
- Johannes Seitz, geb. 2. August 1788 in Wald-Michelbach, Pfarrer in Heßloch, gestorben als Pfarrer von Astheim am 19. November 1868 (1831–1834)
- Petrus Joseph Castello, geb. 22. August 1806 in Mainz, Pfarrverwalter in Nackenheim, gestorben als Pfarrer von Bingen am 17. Juli 1850 (1834–1835)
- Georg Joseph Suder, geb. am 28. Juli 1805 in Mainz, gest. als Pfarrer von Klein-Winternheim am 14. Dezember 1882, Erbauer des Nackenheimer Pfarrhauses (1835–1837)
- Peter Thron, geb. am 6. Dezember 1799 in Osthofen, Pfarrer in Flonheim, gest. in Nackenheim am 24. März und dort begraben (1837–1839)
- Heinrich Jacqueré, geb. 28. Juli 1808 in Bingen, Pfarrverwalter in Nackenheim, gest. am 12. August 1884 als Pfarrer von Haßloch (1839)
- Richard Metzger, geb. am 3. Februar 1803 in Bingen , gest. am 12. März 1863, im Nackenheimer Priestergrab begraben (1839–1863)
- Andreas Auer, geb. am 6. August 1832 in Mainz, Pfarrverwalter in Nackenheim, gest. als Pfarrer von Guntersblum am 27. September 1886 (1863)
- Johann Baptist Desaga, geb. am 8. Dezember 1824 in Bensheim, Pfarrer in Vilbel, gest. am 23. Juni 1864 in Nackenheim (1863–1864)
- Anton Kuhn, geb. 20. Mai 1837 in Bensheim, Pfarrverwalter in Nackenheim, gest. als Pfarrer von Bürstadt am 8. September 1916 (1864)
- Franz Anton Steindecker, geb. am 13. November 1822 in Mainz, gest. in Mainz am 16. Dezember 1902 (1864–1896)
- Franz Otto, geb. am 8. November 1851 in Dieburg, Kaplansstellen in Gau-Bickelheim und St. Emmeran (Mainz), Pfarrer in Armsheim, Geistlicher Rat, gest. am 27. Mai 1936 in Dieburg. Er ließ 1901 die Kirche erweitern und 1911 den Turm errichten (1896–1920)
- Johann Adam Winkler, geb. am 13. Februar 1886 in Viernheim, Kaplansstellen in St. Emmeran (Mainz) und Offenbach, St. Peter und Paul. Pfarrstellen in Heppenheim, Gießen, Mainz-Kastel, Pfarrverwalter in Mainz-Weisenau 1919 und 1920 Pfarrverwalter in Nackenheim, ab August 1921 auch dortiger Pfarrer, Geistlicher Rat, Ehrenbürger von Nackenheim, im Nackenheimer Priestergrab neben seinem Bruder begraben, Nackenheim hat eine Straße nach ihm benannt (1920–1952)
- Friedrich Denner, geb. am 26. März 1914 in Lampertheim, gestorben am 14. April 1980 in Nackenheim und im dortigen Priestergrab beerdigt, ihm zu Ehren wurde eine Straße in Nackenheim benannt (1952–1980)
- Pfarrverwalter Kaplan Bruno Schalk (1980)
- Pfarrverwalter Kaplan Bruno Knapp (1980)
- Wolfgang Traut, geb. am 14. August 1939 in Mainz, Kaplansstellen in Nieder-Roden und Friedberg, Militärseelsorger in Kassel, leitete als Pfarrer große Renovierungsarbeiten in Nackenheim, Pfarrer in Dreieich-Sprendlingen, Vikar der Mainzer Dompfarrei St. Martin und St. Quintin, Geistlicher Rat, gestorben am 3. Januar 2018 in Mainz, in Nackenheim beigesetzt (1980–1989)
- Josef Hermann Grimm, geb. am 20. August 1934, zum Priester geweiht am 31. Juli 1960, Pfarrer in Schwabenheim an der Selz 1979–1989, gestorben am 27. September 2007 (1989–1995)
- Reinhold Martin Ricker, geb. am 31. Juli 1953, zum Priester geweiht am 9. Juli 1988 in Mainz, ab dem 14. Oktober 2018 im Ruhestand (1995–2018)
- Paul Kollar, zugleich Pfarrer der Pfarrei St. Alban, Bodenheim (2018–2020)
- Christian Kaschub (als Pfarradministrator), zum Priester geweiht am 2. Juli 2016 in Mainz, vorher Kaplansstellen in St. Johannes XXIII. (Viernheim) und St. Mariä Himmelfahrt (Friedberg), zugleich Pfarrer der Pfarrei St. Alban, Bodenheim, ab Gründonnerstag 2023 beurlaubt, seit April 2023 bis auf Weiteres von Pflichten als Pfarradministrator und Pastoralraumkoordinator entbunden (August 2020 – April 2023)[45]
- Isaac Kochinamkary (als Pfarradministrator), zugleich Pfarradministrator der Pfarrei St. Alban, Bodenheim, zuvor bereits Pfarrer der Pfarrei St. Hildegard, Lörzweiler (April – Juli 2023)
- Dr. Joachim Springer (als Pfarradministrator), geb. am 31. Dezember 1963, 1990 zum Priester geweiht, Kaplansstellen in Ober-Roden, Reinheim und Heppenheim an der Bergstraße, Promotion in Liturgiewissenschaften und Kirchenmusik in Rom,  zuvor Pfarrer in Unter-Flockenbach, Absteinach (2003–2013) und im Eisbachtal (2013–2023), zugleich Pfarradministrator der Pfarrei St. Alban, Bodenheim und Leiter des Pastoralraums (seit 1. August 2023)[46]

## Trivia
Der Malerdichter Hermann hat der Kirche im 20. Jahrhundert auch ein literarisches Denkmal gesetzt. Unter seinem Gemälde von St. Gereon steht geschrieben:
Als wolltest du Gruß und Segen

Senden ins Land hinaus,

So stehst du auf hohem Orte,

Du trautes Gotteshaus.

Wie Kinder im Mutterarme

So schlafen um dich her

Viel Herzen in süßem Frieden,

Die Leiden einst drückten schwer.

Und leise flüstern die Blumen,

Die auf den Gräbern stehn,

Den seligen Traum der Toten:

Dort oben – Wiedersehen.
Die Kirchengemeinde wurde für ihre Bemühungen, Turmfalken im Dachstuhl des Langhauses Brutmöglichkeiten anzubieten, vom Naturschutzbund Deutschland mit der Plakette „Lebensraum Kirchturm“ ausgezeichnet.